# Ариф Яхья
Ариф Яхья (индон. Arief Yahya) — индонезийский бизнесмен и политический деятель. Министр туризма Индонезии (2014—2019 гг). Председатель совета директоров компании Telkom Indonesia (2012—2014 гг).

## Биография
Родился 2 марта 1961 года в восточнояванском городе Баньюванги. Окончил Бандунгский технологический институт, Университет Суррея и Университет Панджаджаран.
11 мая 2012 года избран председателем совета директоров крупнейшей индонезийской телекоммуникационной компании Telkom Indonesia, сменив на этом посту Риналди Фирманшу. 27 октября 2014 года президент Джоко Видодо назначил его министром туризма в Рабочем кабинете.

## Семья
Родителей Арифа Яхья зовут Саид Сухади (индон. Said Suhadi) и Сити Бадрия (индон. Siti Badriya). 